# Schloss Rockenbach

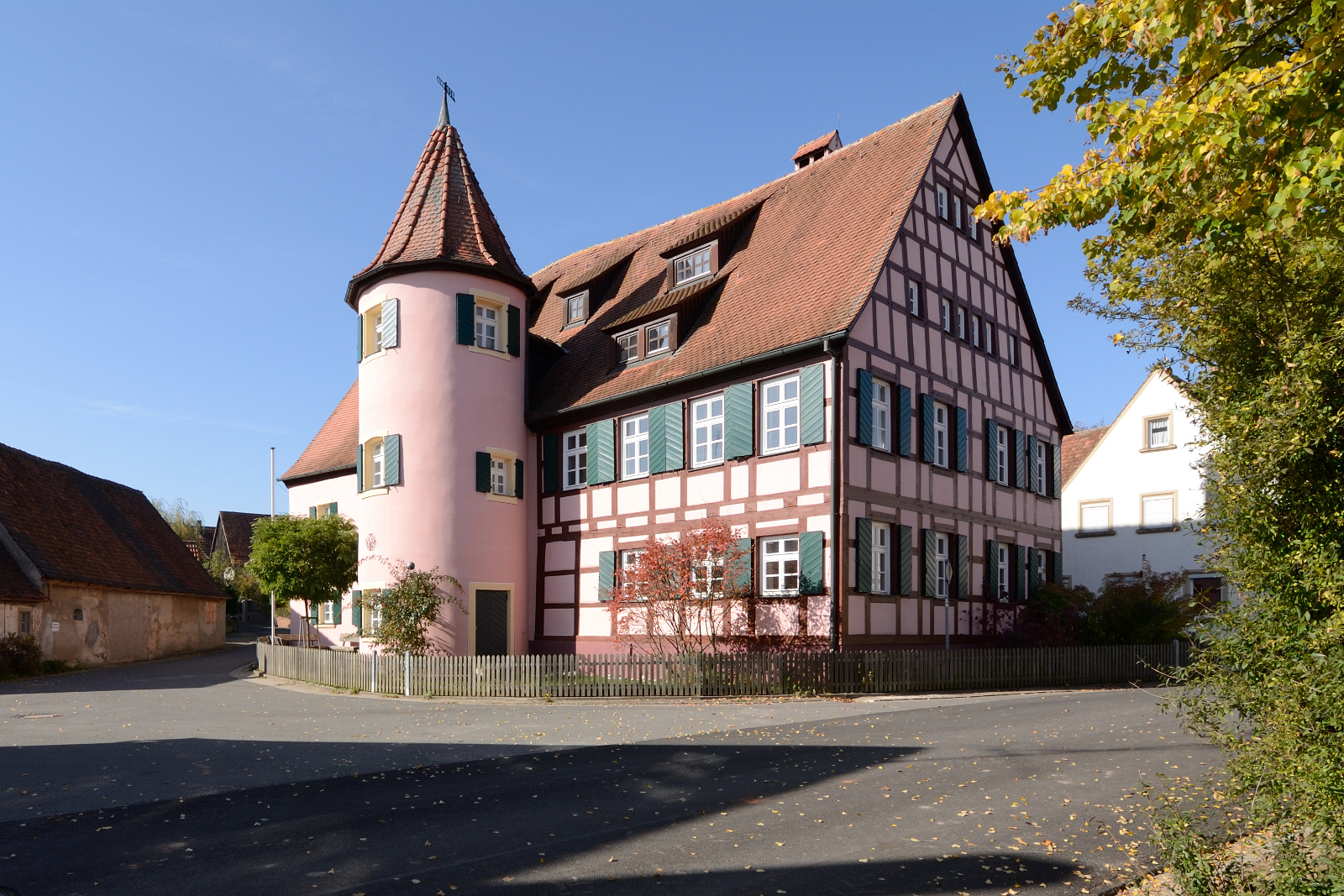
Ehemaliges Schloss

Schloss Rockenbach (auch „Landschlösschen Rockenbach“) ist ein Schloss im Ortszentrum von Rockenbach, einem Gemeindeteil der Gemeinde Gutenstetten im Landkreis Neustadt an der Aisch-Bad Windsheim (Mittelfranken, Bayern). Es ist heute Schulungs- und Bildungsstätte des Verbandes Christlicher Pfadfinder – Land Bayern.

## Geschichte
Der Ort Rockenbach wurde in einer Notiz im Lehenbuch des Hochstifts Würzburg, das zwischen 1307 und 1308 entstand, als „Reckenbach“ erstmals urkundlich erwähnt. Im Harrasischen Vertrag von 1496 wird erwähnt, dass Rockenbach eine Wegzollstätte an einer Nebenstraße hatte. Das Schloss selbst wurde 1443 erstmals urkundlich genannt. Damals gehörte es den Herren Stein zum Altenstein. In der Folgezeit gelangte es an die Herren von Grumbach, von Petsch, von Lauter und die Grafen von Castell.
1730 erwarb es Friedrich Carl von Seckendorff und ließ das baufällige Anwesen ab 1743 sanieren und um den Ostflügel erweitern. Dem jeweiligen Schlossherren unterstand auch der Ort, er hatte dazu bei über 25 Anwesen in Schornweisach grundherrliche Ansprüche. Einige Anwesen unterstanden auch dem Kloster Münchaurach. In der freiwilligen Gerichtsbarkeit und Ortspolizei unterstanden die Anwesen noch bis 1848 dem Frhr. von Seckendorff'schen Patrimonialgericht Rockenbach. Im Jahr 1867 wurde das Rittergut zerschlagen.  Das Rockenbacher Schloss hatte wechselnde Eigentümer. 1943 erwarb der Kölner Münzhändler und Goldschmied Heinrich Pilartz das baufällige Schloss, sanierte es und richtete seine Werkstatt dort ein. 
Seit 1968 ist das Schloss im Besitz des Verbandes Christlicher Pfadfinder – Landesverband Bayern, wurde 1986/87 renoviert und wird als Jugendübernachtungshaus und -bildungsstätte „Landschlösschen Rockenbach“ genutzt.

## Beschreibung
Das Baudenkmal ist Teil der Liste der Baudenkmäler in Gutenstetten (Akten-Nr. D-5-75-128-18). Die Beschreibung lautet:
Ehemaliges Schloss: Zweigeschossiger Satteldachbau mit Treppenturm, rund mit Kegeldach, Gitterfachwerk im Osttrakt und Dachreiter, 1743, über Kern des 16./17. Jahrhunderts. 